# Moneyhouse
Moneyhouse betreibt unter der gleichnamigen Plattform moneyhouse.ch ein Online-Nachschlagewerk für Schweizer Handelsregister- und Wirtschaftsinformationen. Moneyhouse wurde 2001 als Credita Management AG gegründet und bietet seit 2004 Informationen aus dem Handelsregister online an, darunter Angaben über Firmen und deren Personen im Management. Die Marke Moneyhouse gehört seit Anfang 2014 zu 100 % der Neuen Zürcher Zeitung AG.
Die Plattform weist laut Net Metrix monatlich 998'000 Unique Visits auf und gehört damit zu den meistbesuchten Websites der Schweiz. Zwei der Datenquellen von Moneyhouse sind das Staatssekretariat für Wirtschaft (Seco) und das Eidgenössische Amt für das Handelsregister Zefix.

## Historie
Der Eidgenössische Datenschutzbeauftragte führte zwischen 2012 und 2014 eine Sachverhaltsabklärung bei Moneyhouse durch, nachdem es zu Beschwerden aus der Bevölkerung wegen der Veröffentlichung privater Daten gekommen war. Moneyhouse setzte einen Teil der Empfehlungen um. Dabei ging es um die Datenrichtigkeit sowie die Information und die Behandlung von Löschungsgesuchen. Im Mai 2015 entschied das Bundesverwaltungsgericht, dass Moneyhouse seine Daten weiterhin von Suchmaschinen indexieren lassen kann. Ebenso dürfen weiterhin für die Beurteilung der Bonität erforderliche Daten von Privatpersonen veröffentlicht werden.

## Mitgliedschaft und Kosten
Basisinformationen werden kostenlos angezeigt. So kann beispielsweise ohne Registrierung nach aktuellen Verwaltungsräten oder Geschäftsleitungsmitgliedern gesucht werden. Zudem besteht über die Folgen-Funktion die Möglichkeit, zwei Firmen oder Personen aus dem Handelsregister zu folgen und bei Veränderungen benachrichtigt zu werden. Um das frühere Management, Umsatz- und Mitarbeiterzahlen, Kapital sowie Beteiligungsverhältnisse in Erfahrung zu bringen, ist eine Premium-Mitgliedschaft erforderlich. Detailliertere Anfragen wie Bonitätsüberprüfungen, Informationen zum Zahlungsverhalten und weitere Wirtschaftsinformationen werden zusätzlich berechnet.
Moneyhouse bietet auch einen eigenen Handelsregister-Service an. Wer Änderungen an einem Eintrag im Handelsregister vornehmen muss, kann dies direkt online erledigen und die Änderungen einreichen. Moneyhouse prüft diese und bereitet die notwendigen Unterlagen vor, damit die Anpassungen am Eintrag schnell und einfach erledigt werden.